# Matt Mitchell (baloncestista)
Matthew "Matt" Mitchell jr. (Riverside, California, 18 de marzo de 1999) es un jugador de baloncesto estadounidense que juega en el Beşiktaş de la  BSL turca. Con 1.98 metros de estatura, juega en la posición de alero.

## Trayectoria deportiva

### Universidad
Es un alero formado durante cuatro temporadas en la Universidad Estatal de San Diego, con el que disputó la NCAA desde 2017 a 2021 con los San Diego State Aztecs, en el que promedió 15,4 puntos, 5,5 rebotes y 2 asistencias y 1,4 robos. 

#### Estadísticas
| Año     | Equipo          | PJ  | PT  | MPP  | %TC  | %3P  | %TL  | RPP | APP | ROB | TPP | PPP  |
| ------- | --------------- | --- | --- | ---- | ---- | ---- | ---- | --- | --- | --- | --- | ---- |
| 2017–18 | San Diego State | 33  | 32  | 26.5 | .450 | .358 | .765 | 4.0 | 1.7 | 1.1 | .2  | 10.5 |
| 2018–19 | San Diego State | 34  | 33  | 26.4 | .405 | .328 | .755 | 4.1 | 1.8 | .7  | .2  | 10.3 |
| 2019–20 | San Diego State | 32  | 19  | 25.8 | .468 | .393 | .873 | 4.8 | 1.7 | 1.1 | .3  | 12.2 |
| 2020–21 | San Diego State | 25  | 24  | 29.8 | .436 | .337 | .809 | 5.6 | 2.0 | 1.4 | .2  | 15.4 |
| Total   | Total           | 124 | 108 | 27.0 | .439 | .354 | .804 | 4.5 | 1.8 | 1.0 | .3  | 11.9 |

### Profesional
Tras no ser elegido en 2021, el 2 de agosto de 2021, firma por el SIG Strasbourg de la Pro A, la primera división del baloncesto francés.
El 6 de julio de 2023 firmó con el Beşiktaş de la  BSL de Turquía.